# Aziatisch kampioenschap hockey
De strijd om de Asia Cup is het continentale hockeykampioenschap van Azië. Het mannentoernooi staat op de internationale sportagenda sinds 1982, de vrouwen begonnen een jaar eerder. De winnaars plaatsen zich voor de eerstvolgende Olympische Zomerspelen of wereldkampioenschappen.

## Mannen

### Overzicht finalewedstrijden
| Jaar | Locatie                 | Finale     | Finale  | Finale     | Om derde plaats           | Om derde plaats | Om derde plaats |
| Jaar | Locatie                 | Winnaar    | Uitslag | Tweede     | Derde                     | Uitslag         | Vierde          |
| ---- | ----------------------- | ---------- | ------- | ---------- | ------------------------- | --------------- | --------------- |
| 1982 | Pakistan (Karachi)      | Pakistan   | *       | India      | China                     | *               | Maleisië        |
| 1985 | Bangladesh (Dhaka)      | Pakistan   | 3 – 2   | India      | Zuid-Korea                | 2 – 0           | Japan           |
| 1989 | India (New Delhi)       | Pakistan   | 2 – 0   | India      | Zuid-Korea                | 1 – 0           | Japan           |
| 1993 | Japan (Hiroshima)       | Zuid-Korea | 1 – 0   | India      | Pakistan                  | 5 – 2           | Maleisië        |
| 1999 | Maleisië (Kuala Lumpur) | Zuid-Korea | 5 – 4   | Pakistan   | India                     | 4 – 2           | Maleisië        |
| 2003 | Maleisië (Kuala Lumpur) | India      | 4 – 2   | Pakistan   | Zuid-Korea                | 4 – 2           | Japan           |
| 2007 | India (Chennai)         | India      | 7 – 2   | Zuid-Korea | Maleisië                  | 5 – 3           | Japan           |
| 2009 | Maleisië (Kuantan)      | Zuid-Korea | 1 – 0   | Pakistan   | China wint na strafballen | 3 – 3 7 – 6     | Maleisië        |
| 2013 | Maleisië (Ipoh)         | Zuid-Korea | 4 – 3   | India      | Pakistan                  | 3 – 1           | Maleisië        |
| 2017 | Bangladesh (Dhaka)      | India      | 2 – 1   | Maleisië   | Pakistan                  | 6 – 3           | Zuid-Korea      |
| 2022 | Indonesië (Jakarta)     | Zuid-Korea | 2 – 1   | Maleisië   | India                     | 1 – 0           | Japan           |

* Het toernooi kende geen finales.

### Successen per land
| Team       | Kampioen                         | Tweede                           | Derde                | Vierde                           |
| ---------- | -------------------------------- | -------------------------------- | -------------------- | -------------------------------- |
| Zuid-Korea | 5 (1993, 1999, 2009, 2013, 2022) | 1 (2007)                         | 3 (1985, 1989, 2003) | 1 (2017)                         |
| Pakistan   | 3 (1982, 1985, 1989)             | 3 (1999, 2003, 2009)             | 3 (1993, 2013, 2017) |                                  |
| India      | 3 (2003, 2007, 2017)             | 5 (1982, 1985, 1989, 1993, 2013) | 2 (1999, 2022)       |                                  |
| Maleisië   |                                  | 2 (2017, 2022)                   | 1 (2007)             | 5 (1982, 1994, 1999, 2009, 2013) |
| China      |                                  |                                  | 2 (1982, 2009)       |                                  |
| Japan      |                                  |                                  |                      | 4 (1985, 1989, 2003, 2007, 2022) |

## Vrouwen

### Overzicht finalewedstrijden
| Jaar | Locatie              | Finale     | Finale           | Finale     | Om derde plaats | Om derde plaats  | Om derde plaats |
| Jaar | Locatie              | Winnaar    | Uitslag          | Tweede     | Derde           | Uitslag          | Vierde          |
| ---- | -------------------- | ---------- | ---------------- | ---------- | --------------- | ---------------- | --------------- |
| 1981 | Japan (Kioto)        | India      | 2 – 1            | Japan      | China           | 3 – 0            | Maleisië        |
| 1985 | Zuid-Korea (Seoel)   | Zuid-Korea | *                | Japan      | Maleisië        | *                | Singapore       |
| 1989 | Hongkong (Hongkong)  | China      | *                | Japan      | Zuid-Korea      | *                | India           |
| 1993 | Japan (Hiroshima)    | Zuid-Korea | 3 – 0            | China      | India           | 1 – 0            | Japan           |
| 1999 | India (New Delhi)    | Zuid-Korea | 3 – 2            | India      | China           | 1 – 0            | Japan           |
| 2004 | India (New Delhi)    | India      | 1 – 0            | Japan      | China           | 0 – 0 (3-0 s.b.) | Zuid-Korea      |
| 2007 | Hongkong (Hongkong)  | Japan      | 1 – 1 (7-6 s.b.) | Zuid-Korea | China           | 4 – 2            | India           |
| 2009 | Thailand (Bangkok)   | China      | 5 – 3            | India      | Zuid-Korea      | 4 – 3            | Japan           |
| 2013 | Maleisië (Ipoh)      | Japan      | 2 – 1            | Zuid-Korea | India           | 2 – 2 (3-2 s.o.) | China           |
| 2017 | Japan (Kakamigahara) | India      | 1 – 1 (5-4 s.o.) | China      | Zuid-Korea      | 1 – 0            | Japan           |
| 2022 | Oman (Muscat)        | Japan      | 4 – 2            | Zuid-Korea | India           | 2 – 0            | China           |

* Het toernooi kende geen finales.

### Successen per land
| Team       | Kampioen             | Tweede               | Derde                | Vierde                     |
| ---------- | -------------------- | -------------------- | -------------------- | -------------------------- |
| Zuid-Korea | 3 (1985, 1993, 1999) | 3 (2007, 2013, 2022) | 3 (1989, 2009, 2017) | 1 (2004)                   |
| Japan      | 3 (2007, 2013, 2022) | 3 (1985, 1989, 2004) |                      | 4 (1993, 1999, 2009, 2017) |
| China      | 2 (1989, 2009)       | 2 (1993, 2017)       | 3 (1999, 2004, 2007) | 2 (2013, 2022)             |
| India      | 2 (2004, 2017)       | 2 (1999, 2009)       | 3 (1993, 2013, 2022) | 2 (1989, 2007)             |
| Maleisië   |                      |                      | 1 (1985)             |                            |

Het officieuze toernooi van 1981 is niet in de medaillelijst opgenomen.
Mannen:
Karachi 1982 ·
Dhaka 1985 ·
New Delhi 1989 ·
Hiroshima 1993 ·
Kuala Lumpur 1999 ·
Kuala Lumpur 2003 ·
Chennai 2007 ·
Kuantan 2009 ·
Ipoh 2013 ·
Dhaka 2017

Vrouwen:
Kioto 1981 (officieus) ·
Seoel 1985 ·
Hongkong 1989 ·
Hiroshima 1993 ·
New Delhi 1999 ·
New Delhi 2004 ·
Hongkong 2007 ·
Bangkok 2009 ·
Ipoh 2013 ·
Kakamigahara 2017